# Isacco ben Mordecai
Isacco ben Mordecai, conosciuto come Maestro Gaio (fl. XIV secolo), è stato un medico e filosofo italiano.
Fu il primo ebreo ad essere nominato archiatra pontificio: fu al servizio di papa Niccolò IV e/o papa Bonifacio VIII, alla fine del XIII secolo.
Gaio fu tenuto in grande considerazione da altri medici suoi contemporanei, come ad esempio Hillel ben Samuel da Verona. Da Forlì, costui scrisse a Gajo due lunghe lettere (si veda "Ḥemdah Genuzah," pp. 18–22) sulla disputa relativa all'accettazione delle dottrine di Mosè Maimonide, per indurlo ad accettarle. Isacco ben Mordecai in effetti seguì con interesse le nuove idee.